# Лаза (приправа)
Ла́за (также ла́зы, лазджа́н, лазжа́н, лозижа́н; дунг. ю пә лазы) — приправа дунганской кухни, распространившаяся среди многих других народов современных Центральной Азии. За первенство в изобретении лазы спорят также туркмены, узбеки и киргизы и уйгуры.
Приправа имеет острый и тёмно-красный цвет, её подают ко всем блюдам. Для приготовления лазы молотый красный перец смешивают с перетёртым чесноком, заливают небольшим количеством воды, а затем — раскалённым на сковороде растительным маслом, медленно перемешивая. Готовая лаза в стерильной банке может храниться до года.